# Roddymoor
Roddymoor – wieś w Anglii, w hrabstwie Durham. Leży 14 km na południowy zachód od miasta Durham i 374 km na północ od Londynu.